# Reißberggraben
Der Reißberggraben ist ein gut 3 km langer Bach im Main-Tauber-Kreis im Norden von Baden-Württemberg, der westlich von Dittwar mit dem von links kommenden Straßengraben zum Ölbach zusammenfließt.

## Geographie

### Verlauf
Der Reißberggraben entspringt auf etwa 374 m ü. NHN  weniger als einen halben Kilometer südwestlich der Schwarzfeld-Siedlung von Königheim. Er fließt, bald an dieser Siedlung vorbei, etwa 3,2 km weit nordostwärts. Zuletzt wechselt er auf die Stadtteilgemarkung Dittwar von Tauberbischofsheim und fließt etwa einen halben Kilometer danach auf etwa 270 m ü. NHN mit dem kürzeren Straßengraben zusammen. Er hat keine Zuflüsse.

### Flusssystem Brehmbach
- Fließgewässer im Flusssystem Brehmbach

## Geologie und Naturräume
Das Einzugsgebiet liegt im Naturraum Tauberland, der vom Muschelkalk geprägt ist.

## Geschichte
Am 21. Juni 1984, einem Fronleichnamstag, führte Starkregen zu einer Hochwasserkatastrophe in den Tälern des Ölbachs und dessen Zuflüsse sowie einiger Nachbargewässer. Dittwar und die umliegenden Gemeinden waren betroffen. Die entstandenen  Schäden wurden mit rund 90 Millionen Deutsche Mark beziffert.